# Taku Ishihara
Taku Ishihara (japanisch 石原 卓 Ishihara Taku; * 3. Oktober 1988 in der Präfektur Aichi, Japan) ist ein japanischer Fußballspieler.
Er begann seine Profikarriere 2007 bei Yokohama F. Marinos und spielte 2008 bei Tokushima Vortis. Am 1. August 2013 wechselte er vom Verein FK Mladost Podgorica aus Montenegro zum FC Erzgebirge Aue. Zur Rückrunde der Saison 2013/14 war er an den damaligen Drittligisten 1. FC Saarbrücken ausgeliehen.